# Minette Walters
Minette Walters (26 de septiembre de 1949) es una escritora de suspense inglesa.

## Vida y trabajo
Nacida en Bishop Stortford, del capitán del ejército británico Samuel Jebb y su mujer Colleen, pasó los primeros 10 años de su vida entre bases de ejército en el norte y el sur de Inglaterra. Tras la muerte de su padre en 1960, Minette pasó un año en la Escuela de Abadía en Leer, Berkshire, antes de ser becada por la Fundación libre en el Godolphin School en Salisbury.
Durante un año sabático viajó a Israel como voluntaria, trabajando en un kibbutz y en una casa de los muchachos en Jerusalem. En 1971 se Graduó en Trevelyan University, Durham con un BA en francés. Minette conoció a su marido Alec Walters mientras estudiaba en Durham y se casaron en 1978. Tienen dos hijos, Roland y Philip.
Walters trabajó en varias revistas y en 1972 llegó a ser editora de la Woman´s Weekly Library. Escribía por aquel entonces folletines románticos, cuentos y seriales en su tiempo libre para tener unos ingresos extra. 
Su primera novela larga, La Casa de Hielo, fue publicada en 1992. Fue rehusada por varias editoriales hasta que Maria Rejt, de Macmillan Editores, compró el escrito por 1250 libras. En los cuatro meses siguientes ganó dos importantes premios y se vendió a once países.  Su segunda novela, La Escultura, ganó el Premio Edgar Allan Poe en 1993. Su tercera novela, La mordaza de la chismosa, ganó el premio Daga de Oro en 1994.
Los temas de Walters incluyen aislamiento, disfunción familiar, rechazo, marginación, justicia y venganza. Sus novelas están a menudo ambientadas en lugares y acontecimientos reales. No usa personajes recurrentes y no tiene problemas en variar la época y el país de sus historias.
Walters se confiesa admiradora de Agatha Christie y se describe a sí misma como una escritora exploratoria que nunca utiliza un esquema predefinido sino que empieza con premisas sencillas, ni siquiera ella misma sabe quién es el culpable hasta que tiene la historia medio escrita porque la excita el descubrir "que pasará luego".
Walters está trabajando en un conjunto de novelas ambientadas durante la Peste Negra.

## Adaptaciones a televisión
Sus primeros cinco libros fueron adaptados por la BBC. 
- The Sculptress – (1996); protagonizada por Pauline Quirke y Caroline Goodall.
- The Ice House – (1997); protagonizada por Daniel Craig, Frances Barber y Corin Redgrave.
- The Scold's Bridle – (1998); protagonizada por Miranda Richardson, Siân Phillips, Virginia McKenna y Trudie Styler.
- The Echo – (1998); protagonizada por Clive Owen y Joely Richardson.
- The Dark Room – (1999); protagonizada por Dervla Kirwan y James Wilby.

## Premios
- 1992 – The Crime Writers' Association John Creasey Award: The Ice House
- 1994 – The Edgar Allan Poe Award in America and the Macavity Award: The Sculptress
- 1994 – The CWA Gold Dagger Award: The Scold's Bridle
- 1995 – The CWA Gold Dagger Award (shortlist): The Dark Room
- 1995 – The Best Translated Crime Fiction of the Year in Japan, Kono Mystery ga Sugoi! 1996: The Sculptress
- 2000 – The Pelle Rosenkrantz prize Denmark: The Shape of Snakes
- 2001 – The CWA Gold Dagger Award (shortlist): Acid Row
- 2002 – The CWA Gold Dagger Award: Fox Evil
- 2006 – Quick Reads Learners' Favourite award: Chickenfeed
- 2007 – Coventry Inspiration Book Award: Chickenfeed
- 2010 – The Best Foreign Honkaku Mystery of the Decade (shortlist): The Shape of Snakes